# Тимен Тимев
Тимен Тимев е български лекар, поет, драматург, семиолог и философ. Той е и преподавател по творческо писане и философия на музиката.. 

## Биография
Тимен Тимев е роден през 1949 г. в Пловдив. Завършва медицина и дълги години работи като психиатър в Севлиево, Карлуково и София. Той също така е семиолог, учен енциклопедист и религиозен мислител.
Има написани 21 стихосбирки, 12 пиеси и теоретични трактати с общо около 20 000 страници по естетика, етика, логика, онтология, семиотика, социология, трансцедентална психология и херменевтика. Книгата му Libido Significandi Or The Lust For Meaning е номинирана за Нобелова награда за литература. Използва псевдонимите Материус Розенкройцер (в България) и Йохан Ге Мол (Johann Ge Moll) (в САЩ).
Преподавал е в различни университети в Европа и САЩ история на философията, психоанализа, философия на музиката, творческо писане.
От 90-те години живее в САЩ. Завръща се периодично в България. Работи в Института по интегрална естетика в Сан Франциско.
През 90-те години на XX век става известен в България с книгите си „Бунтът на бездарниците“, „Антифауст“ „История на лингвистичното лицемерие“ и други, написани под псевдонима Материус Розенкройцер.
Книгата му Libido Significandi... е предмет на изследване на Петър Димков

## Номинации
- Лъже за номинация за нобелова награда. Официално го няма в листа на номинираните.

## Издадени трудове
- Розенкройцер, Материус. История на лингвистичното лицемерие. Бунтът на бездарниците.   София, Омнисемантизъм, 1992. с. 699. (на български)
- Розенкройцер, Материус. Confessiones. Том 1-2. Критика на мефистофелския разум.   София, Омнисемантизъм, 1992. с. 1240. (на български)
- Розенкройцер, Материус. Confessiones. Убийството на боговете, Том 1-2.   София, Омнисемантизъм, 1992 – 1994. с. 1386. (на български)
- Тимев, Тимен. Алхимия на словото.   София, Omnirealism, 1995. с. 303. (на български)
- Розенкройцер, Материус. Убийството на боговете. Метаморфозите на религиозния дух.   Сливен, Новата цивилизация, 2009. ISBN 9789548365260. с. 159. (на български)
- Извън матрицата на времето. Разговори с Тимен Тимев.   Портал 12, 2016. ISBN 9786199075302. с. 192. (на български)
- Johann Ge Moll, Irinia Dellin. Libido Significandi or the Lust for Meaning: Resignification of All Meanings Paperback.   Окланд, Regent Press, 2009. ISBN 1587900807 ISBN 978-1587900808. p. 980. (на английски)
- Тимев, Тимен. Секс, молитва и революция.   София, Атеа букс, 2024. ISBN 9786197624519. с. 508. (на български)